# Boris Kokorev
Boris Kokorev, född 20 april 1959 i Tbilisi, död 22 oktober 2018, var en rysk sportskytt.
Han tävlade i olympiska spelen 1988, 1992, 1996, 2000 samt 2004 och blev olympisk guldmedaljör i pistol vid sommarspelen 1996 i Atlanta.